# 1960-1969

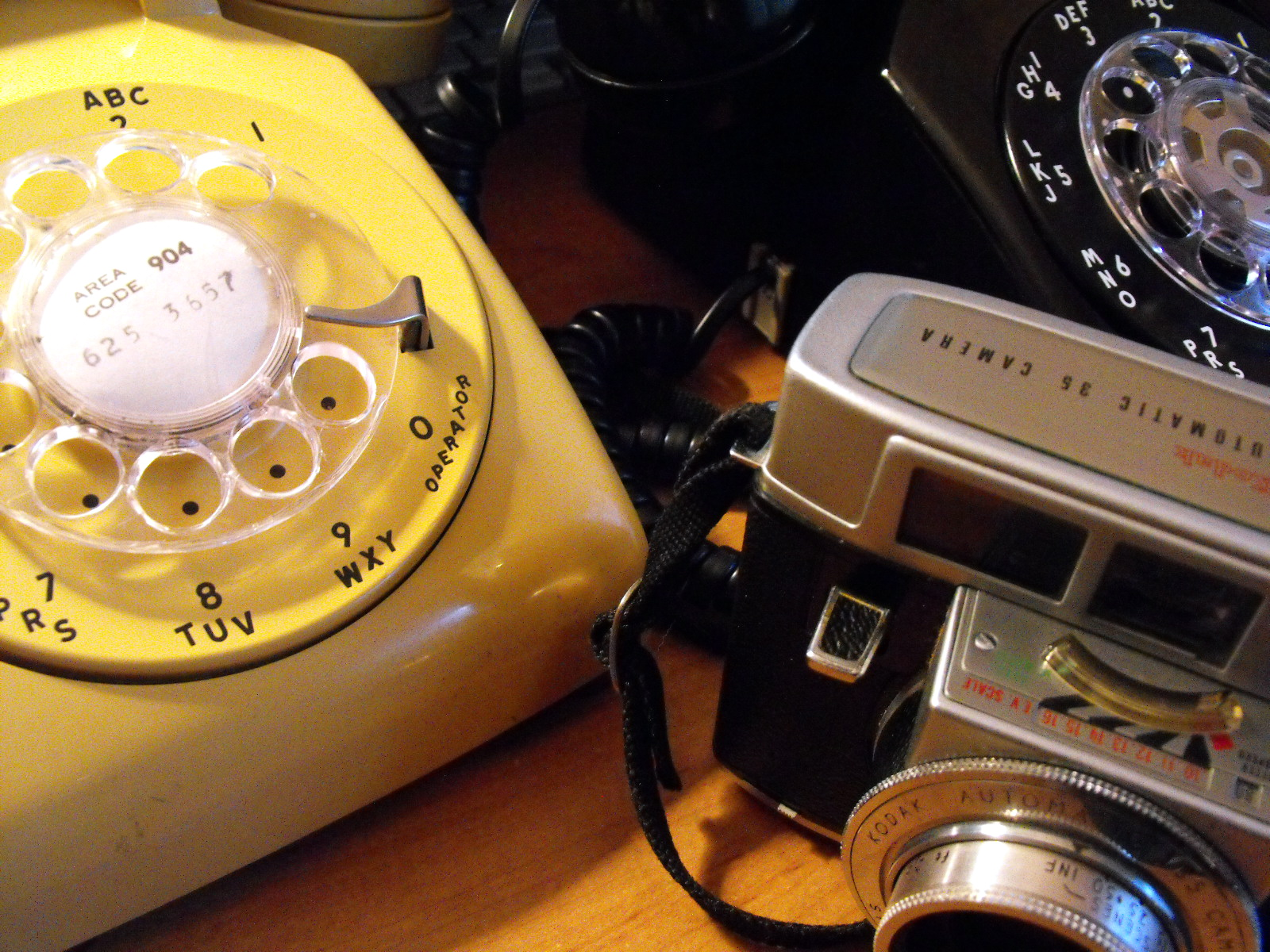
Techniek in de jaren 60

De jaren 1960-1969 (van de gangbare jaartelling), ook aangeduid als de jaren zestig, vormen het zevende decennium in de 20e eeuw.

## Gebeurtenissen en ontwikkelingen
Welvaartsstaat
- De wederopbouw wordt afgesloten, al blijft de woningnood nog schrijnend. In Nederland komt een einde aan de geleide loonpolitiek, en de ene loongolf volgt op de andere. Geleidelijk aan doen koelkast, wasmachine, telefoon, televisie en auto hun intrede in de huishoudens en het straatbeeld.
- De vrije zaterdag wordt ingevoerd. Door de toegenomen vrije tijd ontstaat een doe-het-zelfcultuur. Favoriete cadeau voor vader is de Black & Decker.
- De introductie van de televisie veroorzaakt een complete verandering in het interieur van de woonhuizen. De (eet)tafel met de lamp erboven verdwijnt als het centrale punt van de huiskamer. Nieuw centrum is het bankstel, waarvan alle componenten gericht staan op het middelpunt: het televisietoestel.

### Azië
- In het zuiden van Vietnam is een linkse guerrillabeweging actief, in het Westen bekend als de Vietcong. De prowesterse dictatuur van Ngo Dinh Diem slaagt er niet in om de guerrilla onder controle te krijgen. De Amerikanen sturen 'militaire adviseurs' naar Zuid-Vietnam, en raken geleidelijk aan steeds meer betrokken in de oorlog. Uiteindelijk wordt in 1964 de Amerikaanse aanwezigheid op grote schaal opgevoerd, met zowel grondtroepen als zware bombardementen op Noord-Vietnam. Ondanks steeds hardere militaire acties slagen Amerikanen en Zuid-Vietnamezen er niet in om de tegenstander echt terug te drijven.
- De Volksrepubliek China steunt politiek en militair Noord-Vietnam, maar is zelf vanaf 1966 in beslag genomen door de Culturele revolutie, een campagne van studenten en arbeiders tegen het partij-establishment. De regie berust bij de Grote Roerganger Mao, rond wie een persoonscultus ontstaat. Leiders die bij hem uit de gratie zijn verdwijnen in de gevangenis, zoals president Liu Shaoqi.

Derde wereld
- De groene revolutie is een succesvol programma om de rijstproductie te verhogen door middel van veredeling, bemesting (kunstmest) en irrigatie. Het westen steunt de projecten om de rode (communistische) revolutie de wind uit de zeilen te nemen.
- De Amerikaanse president John F. Kennedy geeft zijn schoonbroer Sargent Shriver opdracht tot de vorming van een "vredesleger", het Peace Corps. Jonge vrijwilligers worden uitgezonden naar arme landen in Zuid-Amerika, Azië en Afrika om er scholen te bouwen en de landbouw te verbeteren. Kennedy en Shriver geven  met hun ontwikkelingshulp een voorbeeld dat door veel Europese landen spoedig wordt nagevolgd.

### Afrika

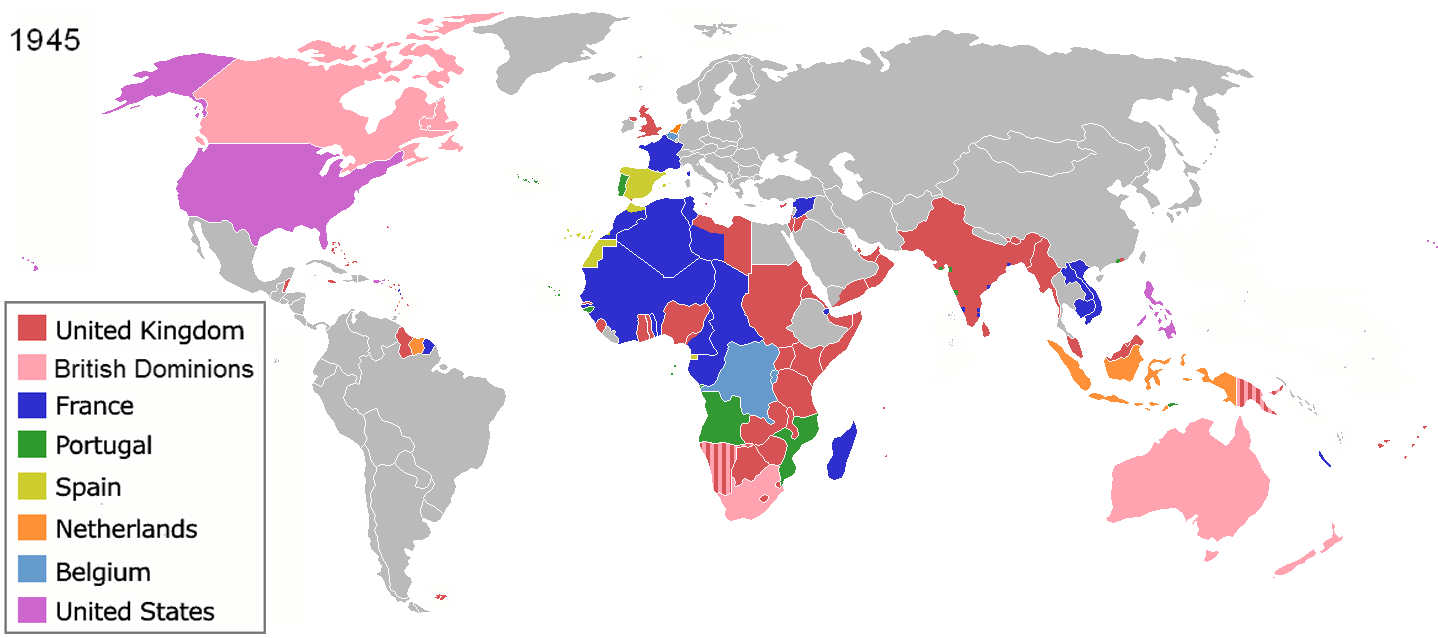
Kolonisatie in 1945

- In hoog tempo worden de meeste overblijvende koloniën, vooral in Afrika, onafhankelijk. Met de onafhankelijkheid komen echter ook nieuwe problemen: veel landen worden al snel politiek instabiel.
- Op zoek naar een nieuwe identiteit na de koloniale periode wordt er geëxperimenteerd met diverse marxistische modellen waaronder ook communisme. De koude oorlog leidt tot rivaliteit tussen westerse en communistische landen om de gunst van Afrikaanse machtshebbers. Zo beginnen de USSR met de constructie van de Aswandam in 1960. De bouw verplicht duizenden mensen te verhuizen, en ook archeologische sites zoals Aboe Simbel moeten verplaatst worden. In 1970 is de dam gereed.
- In Congo (Leopoldville) probeert de provincie Katanga zich onafhankelijk te maken, en komt het tot een burgeroorlog.
- Wellicht nog bloediger is de Biafra-oorlog tussen Nigeria en de opstandige provincie Biafra (1967-1970).
- In de Unie van Zuid-Afrika leidt de invoering van de pasjeswetten tot onrust en verzet tegen de apartheid. Het Bloedbad van Sharpeville roept internationaal veel protest op, en het land moet het Britse Gemenebest verlaten. Het Afrikaans Nationaal Congres wordt verboden en de leiders van deze groepering, Oliver Tambo en Nelson Mandela, krijgen lange gevangenisstraffen.

Koude Oorlog
- De Cubaanse Revolutie leidt tot spanningen tussen Oost en West die zelfs bijna tot een derde wereldoorlog voeren. De mislukte landing in de Varkensbaai door tegenstanders van Fidel Castro is feitelijk op touw gezet door de CIA, en president John F. Kennedy heeft er toestemming voor gegeven. De Russische regering bouwt op het eiland bases voor kernraketten. De Amerikaanse vloot neemt posities in om Russische schepen met raketten tegen te houden. De wereld slaakt een zucht van verlichting als de Russen de steven wenden en terugkeren naar hun land.
- Terwijl kardinaal Mindszinty nog steeds vastzit in de Amerikaanse ambassade te Boedapest, vinden onder János Kádár hervormingen plaats die Hongarije tot een liberaal land voor het Oostblok maken.

### Amerika
- In november 1963 wordt John F. Kennedy in Dallas vermoord. Lyndon B. Johnson wordt de 36e president van de Verenigde Staten.
- Succes van de burgerrechtenbeweging in de Verenigde Staten. President Johnson ondertekent in 1964 de Civil Rights Act. Naast de vreedzame burgerrechtenbeweging groeit echter ook een militante stroming van zwarte jongeren: de Black Panther Party, die zich laat leiden door de visie van de vermoorde activist Malcolm X. Er zijn in de steden toenemende spanningen en botsingen tussen zwarten en de politie. En in de zuidelijke staten pleegt de racistische Ku Klux Klan aanslagen op zwarte burgers die gebruik willen maken van hun verworven burgerrechten. Uiteindelijk wordt in 1968 de leider van de burgerrechtenbeweging, Martin Luther King, in Memphis vermoord.
- In de Verenigde Staten ontstaat er weerstand tegen de oorlog in Vietnam. Sommigen, vooral jonge linkse mensen, achten de oorlog een foute inmenging in een binnenlands conflict. Hiertegenover stelt de gevestigde orde de dominotheorie: als Vietnam communistisch zou worden, zouden vervolgens een voor een ook de andere landen in de regio volgen. Daarnaast zijn er problemen wegens de vele doden die de oorlog eist, het schijnbare gebrek aan vooruitgang, en berichten van ernstige mensenrechtenschendingen (zoals het bloedbad van Mỹ Lai) door de Amerikanen en Zuid-Vietnamezen.
- President Johnson maakt in maart 1968 bekend dat hij zich niet kandidaat stelt voor de presidentsverkiezingen in dat jaar. Na een rumoerige campagne, waarin Robert F. Kennedy wordt vermoord en studenten een varken kandidaat willen stellen op de Democratische Conventie, wordt de republikein Richard Nixon gekozen. In plaats van de beloofde vrede brengt hij voorlopig echter een intensivering van de oorlog.

### België
- Sluiting van de steenkoolmijnen in de Borinage brengt grote werkloosheid in Henegouwen.
- De taalgrens wordt getrokken.

### Nederland
- In 1960 wordt het Anne Frank Huis als museum geopend. De Jodenvervolging in de Tweede Wereldoorlog wordt in 1965 bespreekbaar gemaakt door Jacques Presser in het tweedelige standaardwerk Ondergang. Voor een breder publiek zingt Zwarte Riek dat jaar het lied Amsterdam huilt.
- Onder invloed van de culinair journalisten Lydia Winkel en Wina Born worden de eerste mediterrane invloeden op de Nederlandse keuken zichtbaar in de winkels. De paprika en de knoflook doen hun intrede, alsook de Franse kaas.
- De Melkbrigade of M-brigade is een campagne die, de melkconsumptie bij de Nederlandse en Belgische jeugd moet aanzwengelen.

## Stad en land
- Aan alle steden en dorpen verschijnen uitbreidingswijken met doorzonwoningen, uniforme en monotone rijtjeshuizen met relatief veel comfort voor relatief weinig geld.
- Hele straten van Tilburg worden gesloopt en vervangen door grootschalige hoogbouw volgens plannen van het architectenbureau Van den Broek en Bakema. Veel Tilburgers zijn het met deze rigoureuze aanpak niet eens en geven burgemeester Becht de bijnaam "Cees de Sloper".
- In 1965 wordt begonnen met de bouw van Lelystad, in september 1967 worden de eerste huizen betrokken.

### Suriname
- De Surinaamse politiek wordt gedomineerd door Jopie Pengel, die van 1963 tot 1969 premier is.
- Met de uitvoering van het Brokopondoplan krijgt Suriname elektriciteit uit waterkrachtcentrales om de aluminiumindustrie te voeden.
- onder leiding van het Centrale Bureau voor Luchtkartering en de Geologisch Mijnbouwkundige Dienst wordt de Operation Grasshopper uitgevoerd, waarbij in het binnenland zeven eenvoudige vliegveldjes worden aangelegd, van waaruit de luchtkartering en de zoektocht naar bodemschatten kunnen worden uitgevoerd.

### Scheep-, lucht- en ruimtevaart

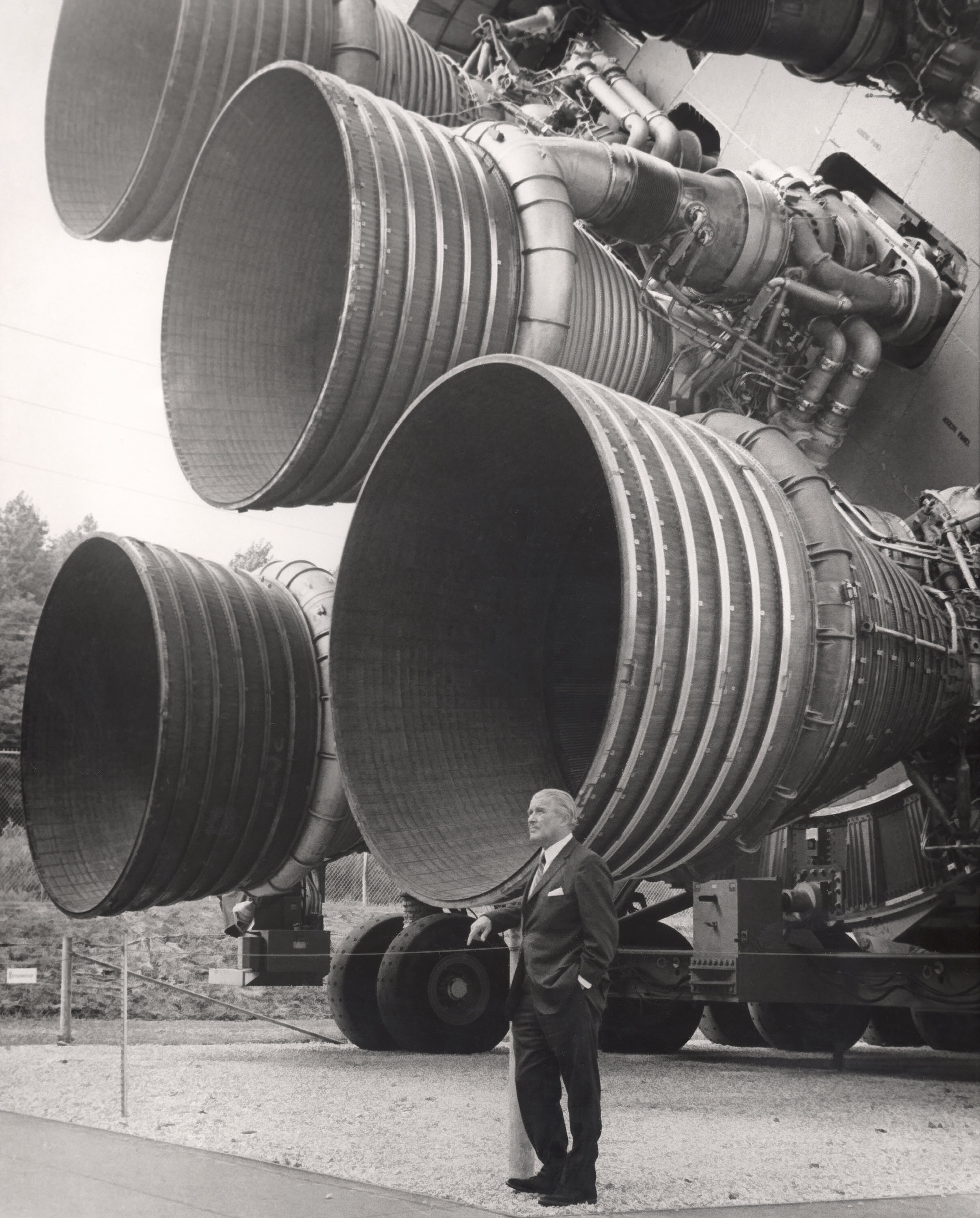
Ontwerper Wernher von Braun voor een testmodel van de Saturnus V-raket

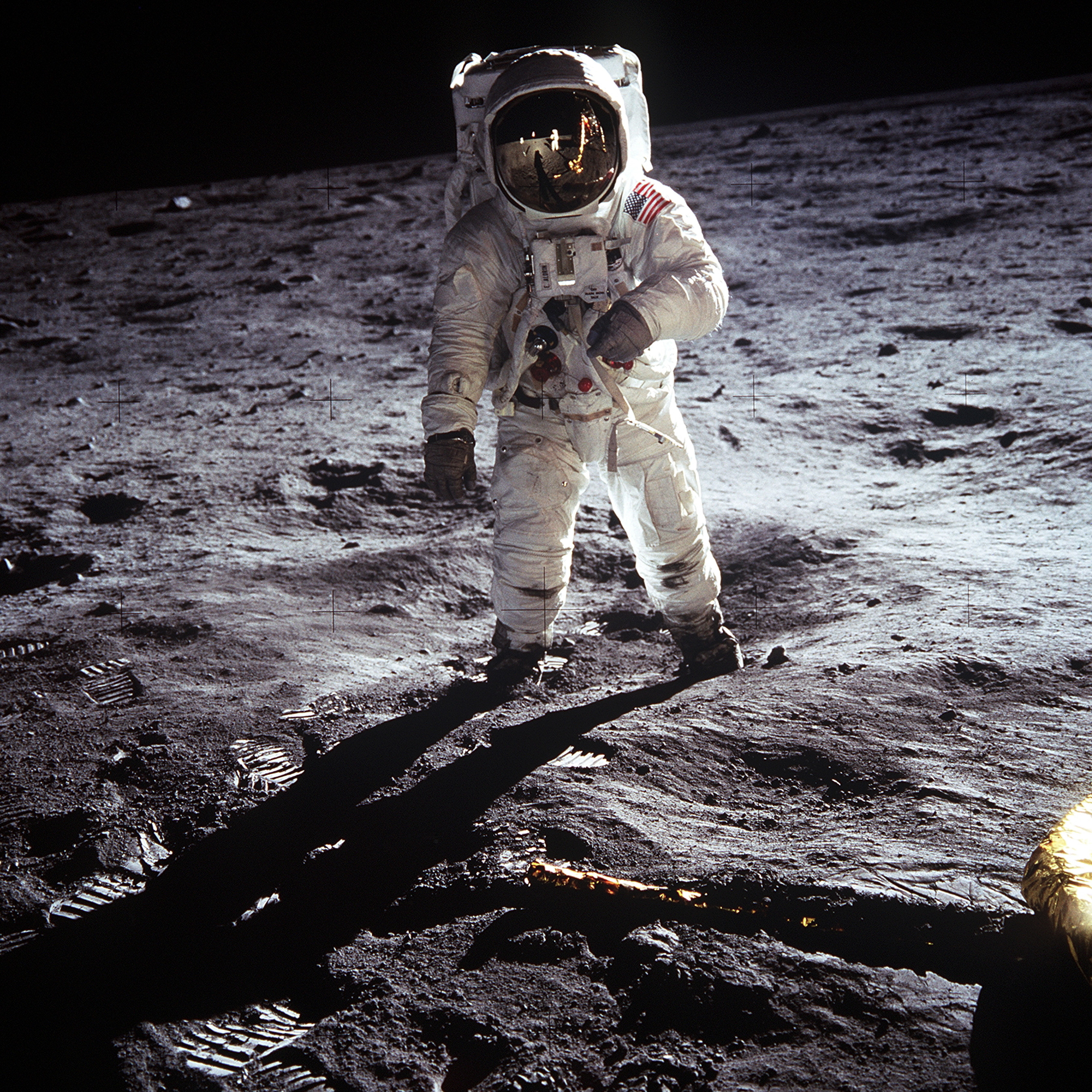
De Apollo 11-missie bracht de eerste mensen op de maan

- Vanaf 1960 cirkelen er kunstmatige satellieten in vaste banen rond de aarde. Weersatellieten maken het, door het verzamelen van gegevens in de dampkring, mogelijk om weersvoorspellingen voor vijf dagen te maken. Communicatiesatellieten maken het intercontinentaal telefoonverkeer gemakkelijker en goedkoper en maken rechtstreekse televisieverbindingen mogelijk. Ook wordt het eerste satellietnavigatiesysteem ontwikkeld: Transit, een systeem van de Amerikaanse marine, waarmee schepen wereldwijd, onafhankelijk van weersomstandigheden, hun plaats kunnen bepalen.
- Met het X-15-vliegtuig voeren de NASA en de Amerikaanse luchtmacht gezamenlijk een onderzoeksprogramma uit dat is gericht op het bereiken van hoge snelheden en grote hoogten (1959-1968). De luchtmacht beschouwt de hoogte van 50 mijl (80.5 kilometer) als de ondergrens voor een ruimtevlucht en geeft de militaire piloten een astronaut-insigne als ze die hoogte overschrijden.
- De ruimterace tussen de Verenigde Staten en de Sovjet-Unie, met als hoogtepunt de eerste maanlanding.
- In de burgerluchtvaart nemen straalvliegtuigen de intercontinentale verbindingen over: de Amerikaanse Douglas DC-8 en de Boeing 707 en de Franse Caravelle. Fokker ontwikkelt de F28 Fellowship, maar het meest verkochte vliegtuig ter wereld is in deze jaren de Fokker Friendship.

### Vrouwen
- Voor het eerst treden er vrouwelijke minister-presidenten aan: in 1960 Sirimavo Bandaranaike op Ceylon, in  1966 Indira Gandhi in  India en in 1969 Golda Meïr in Israël. Zijn de eerste twee de weduwe van en de dochter van, Golda Meir is op eigen kracht op haar belangrijke post gekomen.
- De Amerikaanse Betty Friedan publiceert in 1963 het boek The Feminine Mystique en Joke Smit in 1967 in Nederland het artikel Het onbehagen van de vrouw. Daarmee geven ze de aanzet tot de tweede feministische golf.

### Gezin
- Introductie van de anticonceptiepil in 1962. Vooral in kerkelijke milieus is geboortebeperking een omstreden begrip, maar als in maart 1963 Mgr. Bekkers, de bisschop van Den Bosch, in het KRO-programma Brandpunt spreekt van "de gewetensvrijheid van katholieke echtparen", komt in die kring de discussie op gang. In januari 1966 meldt het CBS een onverwacht sterke daling van het geboortecijfer.
- In de nasleep van het huwelijk van prinses Irene en haar overgang naar de RK kerk komen katholieken en protestanten tot erkenning van elkaars doopsel en een soepeler opstelling tegenover het gemengd huwelijk.
- Seksualiteit als zodanig wordt meer bespreekbaar dankzij aansprekende persoonlijkheden als Mary Zeldenrust-Noordanus van de NVSH en Benno Premsela van het COC Nederland.
- Protestjaar 1968 : Jongeren komen in opstand tegen de starre verhoudingen in de maatschappij. In universiteitssteden vinden studentenrevoltes plaats, met bezetting van universiteitsgebouwen.

### Wetenschap en techniek
- Van 1960 tot 1963 vindt het Experiment van Milgram plaats. Getest wordt de bereidheid van proefpersonen om opdrachten uit te voeren ten koste van anderen. Ze blijken in meerderheid bereid om elektrische schokken toe te dienen aan personen die een opdracht niet goed uitvoeren.
- IC's worden ontwikkeld wat de rekenmachine binnen bereik van (vooralsnog rijke) particulieren brengt.

### Natuur en milieu
- Het Wereld Natuur Fonds wordt opgericht.
- In 1962 verschijnt het boek Silent spring. De Amerikaanse biologe Rachel Carson schrijft onder meer over de futen in het Californische Clear Lake, die in de jaren vijftig vrijwel allemaal stierven nadat er flink was gespoten tegen de muggen met een aan DDT verwante stof. Ze brengt met dit boek een beweging op gang, die zal leiden tot het uitbannen van DDT.

### Radio en televisie
- In België begint de ontwikkeling van het Centraal Antennesysteem in 1960, met het eerste netwerk in St. Servaas bij Namen, aangelegd door Coditel. De oorspronkelijke bedoeling van deze vroege kabelnetwerken is televisie aanbieden aan kijkers in gebieden met slechte ontvangst - zoals de rivierdalen in het zuiden van het land. Daarom volgen al snel netwerken in Luik, Verviers en Wezet.
- De eerste kleurentelevisie en hifi-radio.
- The Jerry Lewis Show en later ook The Hollywood Palace worden uitgezonden.
- De commerciële zeezenders, Radio Veronica voorop, worden zeer populair. De Nederlandse omroepen proberen met Hilversum 3 de concurrentie aan te gaan, maar voorlopig tevergeefs. Het REM-eiland voor de kust bij Noordwijk wordt door de regering niet ongemoeid gelaten. De voorstanders van "vrije televisie" krijgen echter met een eigen legale omroep, de TROS, een voet tussen de deur in Hilversum en Bussum. En in plaats van commerciële omroep krijgt Nederland de STER.
- De televisieserie "De bezetting", gepresenteerd door Lou de Jong, maakt eindelijk de gebeurtenissen in het bezette Nederland bespreekbaar in de huiskamer. "De Ondergang" door Jacques Presser geeft velen voor het eerst inzicht in de wijze waarop een complete bevolkingsgroep was afgevoerd en omgebracht. De cineast Louis van Gasteren brengt in "Begrijpt u nu waarom ik huil?" (1969) een lsd-sessie in beeld, gegeven door Prof. J.Bastiaans aan een concentratiekampslachtoffer.
- In de tweede helft van het decennium komt er in Nederland een tweede net. Met als gevolg dat het gezin moet kiezen: Nederland 1 of Nederland 2: de Rudi Carrell Show of een natuurfilm?
- Het satirische programma van de VARA, Zo is het toevallig ook nog eens een keer vergelijkt de beeldcultuur met een godsdienst. Dit leidt tot heftige reacties. Vooral Mies Bouwman, bekend van Open het Dorp, moet het ontgelden.
- Met Peyton Place (1964-1969) doet de soapserie haar intrede in de Nederlandse huiskamer.

Taal en cultuur
- Kenmerken van het postmodernisme in de beeldende kunst zijn: eclecticisme, kritiek op instituten, deconstructie, relativisme en massamedia. Voorbeelden van postmoderne beeldend kunstenaars zijn: Andy Warhol, Jasper Johns en Roy Lichtenstein popart, Joseph Beuys, Wolf Vostell, Yoko Ono, happening - fluxus, Nam June Paik, Bill Viola, videokunst.
- Op-Art, met bijvoorbeeld Victor Vasarely
- Stromingen in de film zijn de Nouvelle Vague in Frankrijk en de 'spaghettiwestern' van Sergio Leone.
- De Esperantobeweging wordt verdeeld door de Ata-ita-crisis.

Amusement
- Een serie actiefilms met als held James Bond veroorzaakt een rage. Enkele titels zijn On Her Majesty's Secret Service, You Only Live Twice, From Russia with Love en Goldfinger. Deze rage wordt in hetzelfde decennium ook geparodieerd, waaronder met de Matt Helm-reeks van Dean Martin en Casino Royale van David Niven en Peter Sellers. James Bond verschijnt ook als stripverhaal in Het Parool.
- Wim Sonneveld laat de Amerikaanse musical My Fair Lady vertalen en heeft er succes mee, terwijl Lia Dorana optreedt in Irma la Douce en Kiss me, Kate. Lex Goudsmit schittert in Anatevka en De Man van La Mancha. Maar Annie M.G. Schmidt weigert een vertaalopdracht en schrijft zelf, samen met componist Harry Bannink, de musical Heerlijk duurt het langst, met in de hoofdrol Conny Stuart.
- Een nieuwe generatie van cabaretiers zorgt voor een frisse wind door het genre. Lurelei, Leidsepleincabaret (met Jaap van de Merwe), PePijn, Jaap Fischer en Shaffy Chantant in de eerste helft van het decennium en Neerlands Hoop en Don Quishocking in de tweede.

### Popmuziek

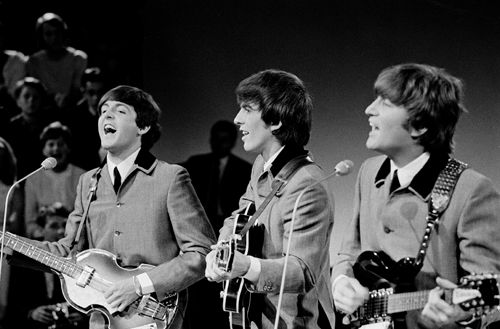
The Beatles voor de VARA-TV in Treslong, Hillegom op 5 juni 1964

- In de eerste jaren zijn rustigere varianten van de rock-'n-roll toonaangevend, met name Cliff Richard & The Shadows en Helen Shapiro uit Engeland en Connie Francis en Wanda Jackson uit de VS.
- De opkomst van de beatmuziek uit Engeland, met voorop The Beatles, The Yardbirds, de Rolling Stones, The Who en The Hollies.
- 1965 en 1966 zijn de gloriejaren van de nederbiet. Groepen als The Phantoms (Eindhoven), The Outsiders (Amsterdam) en Tee Set (Delft) bestormen de hitparade, maar de meeste succesvolle bands komen uit Den Haag: The Motions, The Golden Earrings, Q65, Sandy Coast en vele andere.
- Folkmuziek wordt weer populair en met name het duo Simon & Garfunkel en de groep Fairport Convention. Uit de traditie van Pete Seeger komen de protestzangers voort: Bob Dylan, Donovan, Joan Baez, Melanie en in Nederland Boudewijn de Groot.
- Het Amerikaanse duo Burt Bacharach en Hal David zorgt voor een grote stroom melodieuze hits, die worden vertolkt door onder meer Dusty Springfield, Cilla Black en Dionne Warwick.
- De bloei van de undergroundmuziek van The Jimi Hendrix Experience, The Doors, Pink Floyd, Grateful Dead, The Velvet Underground, Jefferson Airplane en The Mothers of Invention.
- Latijns-Amerikaanse ritmes doen het goed, met name de Bossanova van Joao Gilberto, Antonio Carlos Jobim en Sérgio Mendes, en de "Tijuana Brass Sound" van Herb Alpert.

Sociaal-economisch
- Vooral Twente en Noord-Brabant worden getroffen door de textielcrisis als de industrie uitwijkt naar lagelonenlanden als Tunesië en Turkije.
- De armenzorg wordt hervormd tot sociale bijstand door de gemeentes. In België ontstaan daartoe de Openbare Centra voor Maatschappelijk Welzijn, in Nederland de Sociale Diensten.
- Stakingen in Frankrijk, mei 1968
- Snelle economische groei in het Westen; opkomst van Japan als economische grootmacht
- De groei van de economie leidt tot krapte op de arbeidsmarkt en tot de oprichting van uitzendbureaus, die studenten, huisvrouwen en andere tijdelijke krachten verhuren aan bedrijven met een tijdelijk vergrote vraag naar personeel. In Nederland is Randstad een pionier in deze branche.

Sport
- De speelstijl Catenaccio wordt in het Italiaanse voetbal voor het eerst gebruikt door het FC Internazionale Milano van coach Helenio Herrera, omstreeks 1963. Het is een combinatie van een verdediging van vier mandekkers in lijn ondersteund door een libero.
- Doorbraak van het langebaanschaatsen in Nederland. Henk van der Grift en Rudie Liebrechts worden opgevolgd door een duo dat de internationale toernooien jarenlang beheerst: Ard en Keesie. De Nederlandse Vikingschaatsen worden toonaangevend. Ook het kunstrijden op de schaats is mateloos populair, door de televisie en door de Nederlandse sterren Sjoukje Dijkstra en Joan Haanappel. Internationaal zijn andere topschaatsers Carol Heiss, Regine Heitzer en Petra Burka.
- Op voetbalgebied beheerst in België RSC Anderlecht onder de Corsicaanse trainer Pierre Sinibaldi het decennium. Hij introduceert het 4-2-4-systeem waarmee Brazilië in 1958 wereldkampioen is geworden. Het aanvallende spel wordt gedragen door talentrijke spelers als Paul Van Himst, Jef Jurion, Wilfried Puis, Martin Lippens en Jacques Stockman en later ook Jan Mulder. Zij veroveren tussen 1964 en 1968 vijfmaal op rij het Belgisch kampioenschap.

Jongerencultuur
- Honderdduizenden jongeren uit Europa en Noord-Amerika ondernemen in navolging van The Beatles de reis naar het oosten over de Hippie Trail, op zoek naar avontuur, nieuwe indrukken, vrij verkrijgbare cannabis en innerlijke ontplooiing.
- Eind jaren 60 - begin jaren 70 wordt in Nederland ook wel gesproken over het vraagstuk van het gezag, als jongeren zich steeds openlijker en vaker gaan verzetten tegen met name de overheid en het geregeld komt tot ordeverstoringen.

Medisch
- In 1968 breekt de Hongkonggriep uit die tot 1970 ongeveer 1 miljoen mensen het leven kost.
- De eerste transplantaties van long (Mississippi, 1963), hart (Kaapstad, 1967) en alvleesklier (Minnesota, 1968) worden uitgevoerd

Godsdienst
- Paus Johannes XXIII roept het Tweede Vaticaans Concilie bijeen, dat in de jaren 1962-1965 veel vernieuwingen doorvoert. De Heilige Mis zal voortaan worden opgedragen in de volkstaal in plaats van in het Latijn, en de priester zal daarbij met het gezicht naar het kerkvolk gericht staan. Behoudende katholieken spreken van een Tweede beeldenstorm.
- De Rooms-Katholieke Kerk verklaart officieel dat de joden geen collectieve schuld dragen voor de dood van Jezus Christus. Paus Paulus VI bezoekt de synagoge van Rome en de staat Israël. Het in 1960 opgerichte Secretariaat van de Eenheid komt onder leiding te staan van kardinaal Willebrands tot een betere verstandhouding met de Wereldraad van Kerken en de Oosters Orthodoxe Kerk.
- Het aandeel van Nederland in de Missie bereikt een hoogtepunt: in 1963 zijn 9000 Nederlandse missionarissen uitgezonden, 20 procent van alle missionarissen ter wereld.[1] Maar in de eigen kerkprovincie verlaten tussen 1961 en 1970 meer dan duizend priesters het ambt, voornamelijk om te kunnen trouwen.

Mode
- Toonaangevend in de haute couture en daarbuiten is Yves Saint Laurent. Zijn trapezejurk met de vrije taille uit 1958 verovert in de confectie na 1960 de markt. In 1966 introduceert hij de Mondriaanjurk en de "smoking voor vrouwen", in 1967 gevolgd door het broekpak.
- Nieuwigheden zijn de panty en de maillot.
- Vrouwen steken het haar hoog op, gebruiken haarlak en gaan zelfs pruiken dragen.
- De rokken worden nauwer en korter. Londen wordt The Swinging City, Carnaby Street wordt een modecentrum, en Twiggy in een minirok van André Courrèges of Mary Quant een stijlicoon.
- Jongens laten hun haar groeien en dragen spijkerpakken of ribfluwelen kleren.

Innovatie
- Het nieuwe materiaal formica wordt vooral gebruikt voor tafelbladen die vaak en snel moeten worden gereinigd, zoals keukentafel en tafeltjes in cafetaria"s.
- De vulpen met inktpatroon, de balpen en de viltstift vinden algemene ingang en zorgen voor schrijfgemak.
- Koffiefilters en theezakjes worden populair.
- Met de koelkast doen ook de bewaarbakjes van Tupperware hun intrede. In Nederland brengt Curver een eigen versie op de markt.

Verkeer
- Renault introduceert de auto met achterportier: de hatchback.
- Japanse automerken als Toyota, Datsun en Suzuki veroveren een flink marktaandeel in Europa met kleine en goedkope wagens.

## Belangrijke personen internationaal
- Konrad Adenauer
- Neil Armstrong
- The Beatles
- Fidel Castro
- Nikita Chroesjtsjov
- Alexander Dubček
- Ludwig Erhard
- Charles de Gaulle
- Che Guevara
- Kim Il-sung
- Paus Johannes XXIII
- Lyndon B. Johnson
- John F. Kennedy
- Robert F. Kennedy
- Martin Luther King
- Patrice Lumumba
- Robert McNamara
- Hồ Chí Minh
- Gamal Abdel Nasser
- The Rolling Stones
- Andy Warhol
- Mao Zedong

## Bekende personen in België
- Lomme Driessens
- Gaston Eyskens
- Eddy Merckx

## Belangrijke personen in Nederland
- Koningin Juliana
- Prins Bernhard
- Jan de Quay
- Victor Marijnen
- Jo Cals
- Jelle Zijlstra
- Piet de Jong
- Louis Beel
- Joseph Luns
- Marga Klompé
- Pieter Oud
- Barend Biesheuvel
- Joop den Uyl
- Edzo Toxopeus
- Norbert Schmelzer
- Molly Geertsema
- Jaap Burger
- Rad Kortenhorst
- Hans van Mierlo
- Anne Vondeling
- Wim de Kort
- Frans-Jozef van Thiel
- Henk Beernink
- Arnold Tilanus
- Hendrik Koekoek
- Jur Mellema
- Pieter Zandt
- Paul de Groot
- Marcus Bakker
- Henk Lankhorst
- Cor van Dis sr.
- Piet Jongeling
- Ivo Samkalden
- Hendrik Tilanus
- Sieuwert Bruins Slot
- Herman Witte
- Pierre Lardinois
- Theo Bot
- Jan Smallenbroek
- Johan Witteveen
- Gerard Veldkamp
- Joop Bakker
- Ko Suurhoff
- Jan van Aartsen
- Koos Andriessen
- Bauke Roolvink